# Scleronotus hirsutus
Scleronotus hirsutus là một loài bọ cánh cứng trong họ Cerambycidae.